# Kontra Lightnera
Kontra Lightnera to w brydżu odmiana kontry wistowej, zazwyczaj dawana na szlemika lub szlema i prosząca partnera o nietypowy (w ramach licytacji, która doprowadziła do wylicytowania skontrowanego kontraktu) wist, konwencja ta została opracowana przez Theodore'a Lightnera.
Po kontrze Lightnera wistującemu nie wolno wyjść atu, a ogólnie przyjęte zasady, w co należy wistować wyglądają następująco:
- jeżeli kontrujący licytował swój kolor, to nie należy w niego wistować,
- jeżeli dziadek licytował jakiś boczny kolor (lub kolory) to należy zawistować w pierwszy z tych kolorów,
- jeżeli rozgrywający licytował boczny kolor, to należy w niego wistować.

Należy też wziąć pod uwagę wszystkie informacje, które można wyciągnąć z licytacji, na przykład czy partner mógł już wcześniej skontrować jakąś sztuczną odzywkę.